# Yéréré
Yéréré is een gemeente (commune) in de regio Kayes in Mali. De gemeente telt 13.500 inwoners (2009).
De gemeente bestaat uit de volgende plaatsen:
- Boulou Abeïdatt
- Boulou Rangabé
- Boulou Mourgoula
- Diébaly
- Djinthié
- Korokodio
- Kamané Kaarta
- Kouroukéré
- Nomo
- Yéréré